# Crisis del gobierno de Italia de 2022

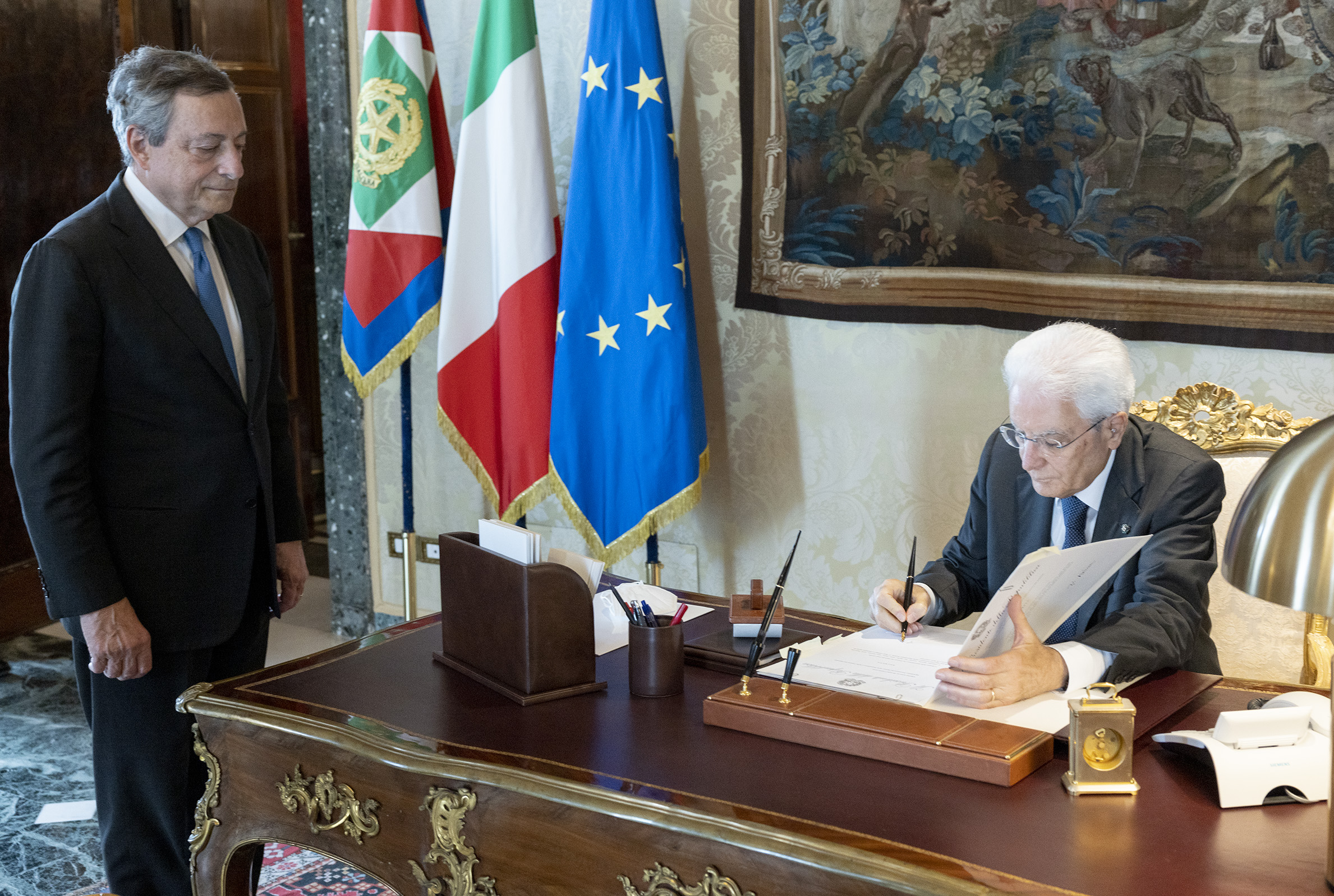
Sergio Mattarella y Mario Draghi

La crisis del gobierno de Italia de 2022 es un evento político en curso en Italia que comenzó en julio de 2022. Incluye los eventos que siguieron al anuncio de Giuseppe Conte, líder del Movimiento Cinco Estrellas (M5S) y ex primer ministro, de que el M5S revocaría su apoyo al gobierno de unidad nacional de Mario Draghi por un proyecto de ley sobre un estímulo económico para contrastar la actual crisis energética y económica. El 14 de julio, a pesar de haber ganado en gran medida el voto de confianza, Draghi ofreció su renuncia, que fue rechazada por el presidente Sergio Mattarella.

## Antecedentes
Las elecciones generales de 2018 produjeron un parlamento colgado. Desde junio de 2018 hasta enero de 2021, el entonces político independiente Giuseppe Conte se desempeñó como primer ministro con coaliciones de derecha e izquierda en dos gabinetes consecutivos. En enero de 2021, Matteo Renzi, líder de Italia Viva (IV), retiró el apoyo al gabinete de Conte, causando la caída del gobierno. Después de consultas, el presidente Sergio Mattarella nombró a Mario Draghi, banquero y ex presidente del Banco Central Europeo, para dirigir un gobierno de unidad nacional compuesto por M5S, Liga, Partido Democrático (PD), Forza Italia (FI), IV y Artículo Uno (Art.1).
Durante 2022, surgieron rumores en torno a una posible retirada del apoyo del M5S al gobierno de unidad nacional. Conte a menudo criticó las políticas económicas del gobierno, especialmente con respecto a la renta básica universal, así como el subsidio de construcción conocido como superbonus, que fueron introducidos por su gobierno. Además, las tensiones con respecto a las ayudas militares a Ucrania después de la invasión rusa del país, causaron también una división dentro del M5S, con el ministro de Relaciones Exteriores Luigi Di Maio que salió del movimiento en junio de 2022, fundando su propio partido político, Juntos por el Futuro (IpF), en oposición a las declaraciones de Conte sobre la guerra.

## Crisis política

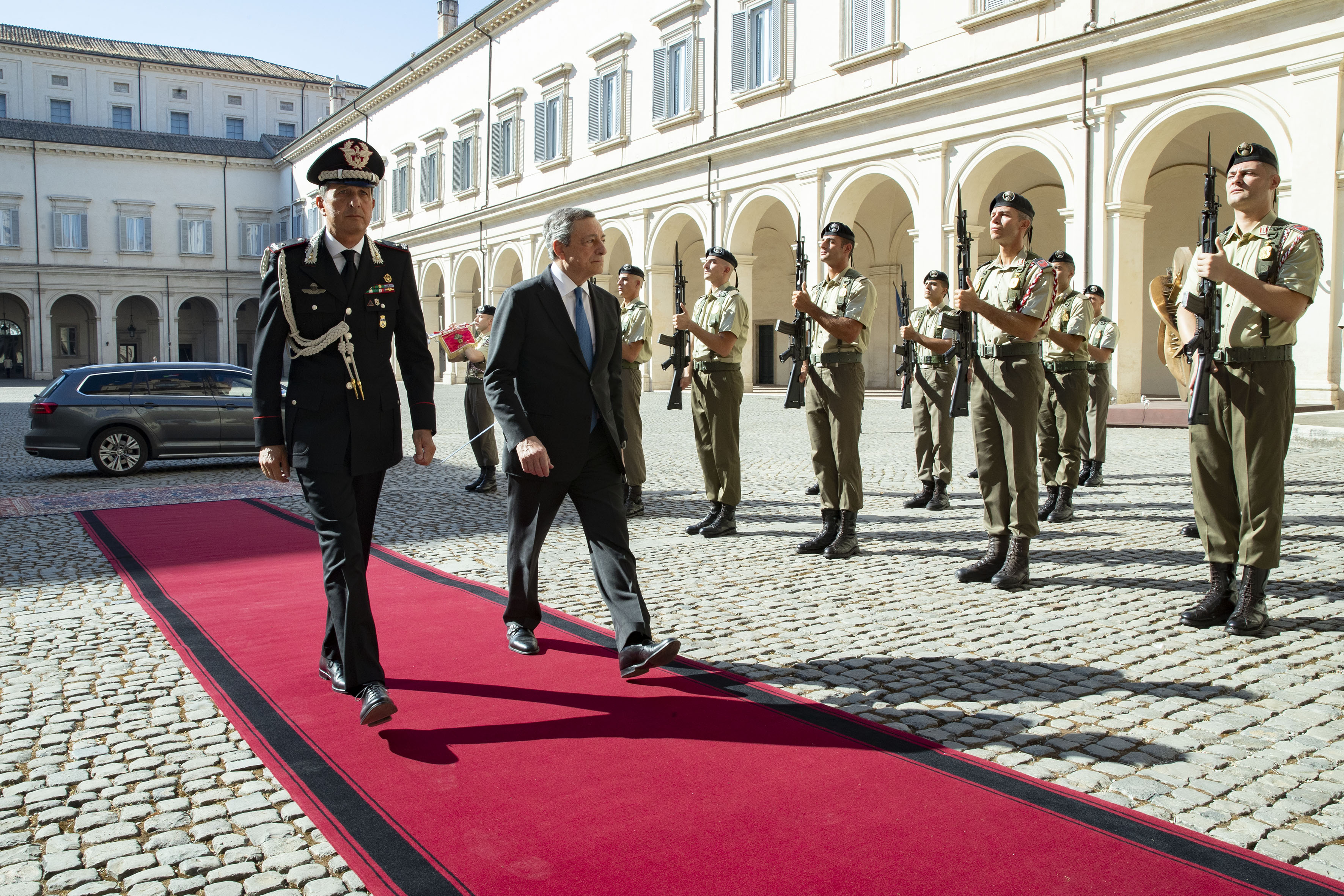
Mario Draghi en 2022

El 13 de julio de 2022, durante una conferencia de prensa, Conte anunció que el M5S se abstendría durante el voto de confianza sobre el llamado decreto aiuti, un proyecto de ley del gobierno que introdujo un estímulo de € 23 mil millones para contrastar la crisis económica y energética causada por la pandemia de COVID-19 y la guerra en curso en Ucrania. El decreto incluía un proyecto para construir una planta de conversión de residuos en energía en Roma, que fue criticado por Conte y el M5S. Al día siguiente, el decreto fue aprobado por el Senado con 172 votos a favor, muy por encima del umbral de mayoría, sin embargo, el M5S abandonó el piso del Senado durante el proceso de votación. A pesar de no retirar oficialmente el apoyo al gobierno, esta medida fue ampliamente considerada como una clara oposición a las políticas del gobierno, y de facto abrió una crisis política dentro del gabinete de Draghi.
Tras la abstención del M5S, Draghi consultó con el presidente Mattarella sobre la crisis. Después de unas horas, Draghi renunció como primer ministro, pero la renuncia fue rápidamente rechazada por el presidente Mattarella. En una declaración oficial emitida por la oficina presidencial, Mattarella invitó al primer ministro a dirigirse al Parlamento para explicar la situación política que se deshizo después de la votación en el Senado. El 14 de julio, la Liga también expresó el deseo de unas elecciones anticipadas.